# Campionat d'Europa d'atletisme de 1986
El Campionat d'Europa d'atletisme de 1986 fou la catorzena edició del Campionat d'Europa d'atletisme organitzat sota la supervisió de l'Associació Europea d'Atletisme. La competició es dugué a terme entre els dies 26 i 31 d'agost de 1986 a l'Estadi Neckarstadion de Stuttgart (en aquells moments Alemanya Occidental i actualment Alemanya).

## Medallistes

### Categoria masculina
| Prova                   | Or                                                                                          | Or       | Plata                                                                    | Plata    | Bronze                                                                                     | Bronze   |
| 100 metres              | Linford Christie · Regne Unit                                                               | 10.15    | Steffen Bringmann · RDA                                                  | 10.20    | Bruno Marie-Rose · França                                                                  | 10.21    |
| 200 metres              | Vladimir Krylov · Unió Soviètica                                                            | 20.52    | Jürgen Evers · RFA                                                       | 20.75    | Andrey Fedoriv · Unió Soviètica                                                            | 20.84    |
| 400 metres              | Roger Black · Regne Unit                                                                    | 44.59    | Thomas Schönlebe · RDA                                                   | 44.63    | Mathias Schersing · RDA                                                                    | 44.85    |
| 800 metres              | Sebastian Coe · Regne Unit                                                                  | 1:44.50  | Tom McKean · Regne Unit                                                  | 1:44.61  | Steve Cram · Regne Unit                                                                    | 1:44.88  |
| 1500 metres             | Steve Cram · Regne Unit                                                                     | 3:41.09  | Sebastian Coe · Regne Unit                                               | 3:41.67  | Han Kulker · Països Baixos                                                                 | 3:42.11  |
| 5000 metres             | Jack Buckner · Regne Unit                                                                   | 13:10.15 | Stefano Mei · Itàlia                                                     | 13:11.57 | Tim Hutchings · Regne Unit                                                                 | 13:12.88 |
| 10.000 metres           | Stefano Mei · Itàlia                                                                        | 27:56.79 | Alberto Cova · Itàlia                                                    | 27:57.93 | Salvatore Antibo · Itàlia                                                                  | 28:00.25 |
| 110 m. tanques          | Stéphane Caristan · França                                                                  | 13.20    | Arto Bryggare · Finlàndia                                                | 13.42    | Carles Sala · Espanya                                                                      | 13.50    |
| 400 m. tanques          | Harald Schmid · RFA                                                                         | 48:65    | Aleksandr Vasilyev · Unió Soviètica                                      | 48:76    | Sven Nylander · Suècia                                                                     | 49:38    |
| 3000 m. obstacles       | Hagen Melzer · RDA                                                                          | 8:16.65  | Francesco Panetta · Itàlia                                               | 8:16.85  | Patriz Ilg · RFA                                                                           | 8:16.92  |
| relleus 4x100 m. llisos | Unió SovièticaAleksandr Yevgenyev · Nikolay Yuschmanov · Vladimir Muravyov · Viktor Bryzgin | 38.29    | RDAThomas Schröder · Steffen Bringmann · Olaf Prenzler · Frank Emmelmann | 38.64    | Regne UnitElliot Bunney · Daley Thompson · Mike McFarlane · Linford Christie               | 38.71    |
| relleus 4x400 m. llisos | Regne UnitDerek Redmond · Kriss Akabusi · Brian Whittle · Roger Black                       | 2:59.84  | RFAKlaus Just · Edgar Itt · Harald Schmid · Ralf Lübke                   | 3:00.17  | Unió SovièticaVladimir Prosin · Vladimir Krylov · Arkadiy Kornilov · Aleksandr Kurotchikin | 3:00.47  |
| Marató                  | Gelindo Bordin · Itàlia                                                                     | 2: 10:54 | Orlando Pizzolato · Itàlia                                               | 2: 10:57 | Herbert Steffny · RFA                                                                      | 2: 11:30 |
| 20 km. marxa            | Jozef Pribilinec · Txecoslovàquia                                                           | 1: 21:15 | Maurizio Damilano · Itàlia                                               | 1: 21:17 | Miguel Ángel Prieto · Espanya                                                              | 1: 21:36 |
| 50 km. marxa            | Hartwig Gauder · RDA                                                                        | 3: 40:55 | Vyacheslav Ivanenko · Unió Soviètica                                     | 3: 41:54 | Valeriy Suntsov · Unió Soviètica                                                           | 3: 42:38 |
| Salt d'alçada           | Igor Paklin · Unió Soviètica                                                                | 2.34     | Sergey Malchenko · Unió Soviètica                                        | 2.31     | Carlo Thränhardt · RFA                                                                     | 2.31     |
| Salt amb perxa          | Sergey Bubka · Unió Soviètica                                                               | 5.85     | Vasiliy Bubka · Unió Soviètica                                           | 5.75     | Philippe Collet · França                                                                   | 5.75     |
| Salt de llargada        | Robert Emmiyan · Unió Soviètica                                                             | 8.41     | Sergey Layevskiy · Unió Soviètica                                        | 8.01     | Giovanni Evangelisti · Itàlia                                                              | 7.92     |
| Triple salt             | Khristo Markov · Bulgària                                                                   | 17.66    | Māris Bružiks · Unió Soviètica                                           | 17.33    | Oleg Protsenko · Unió Soviètica                                                            | 17.28    |
| Llançament de pes       | Werner Günthör · Suïssa                                                                     | 22.22    | Ulf Timmermann · RDA                                                     | 21.84    | Udo Beyer · RDA                                                                            | 20.74    |
| Llançament de disc      | Romas Ubartas · Unió Soviètica                                                              | 67.08    | Georgiy Kolnootchenko · Unió Soviètica                                   | 66.32    | Vaclavas Kidykas · Unió Soviètica                                                          | 65.60    |
| Llançament de javelina  | Klaus Tafelmeier · RFA                                                                      | 84.76    | Detlef Michel · RDA                                                      | 81.90    | Viktor Yevsyukov · Unió Soviètica                                                          | 81.80    |
| Llançament de martell   | Yuriy Sedykh · Unió Soviètica                                                               | 86.74 WR | Sergey Litvinov · Unió Soviètica                                         | 85.74    | Igor Nikulin · Unió Soviètica                                                              | 82.20    |
| Decatló                 | Daley Thompson · Regne Unit                                                                 | 8811     | Jürgen Hingsen · RFA                                                     | 8730     | Siegfried Wentz · RFA                                                                      | 8676     |

### Categoria femenina
| Prova                  | Or                                                                  | Or       | Plata                                                                             | Plata    | Bronze                                                                                  | Bronze   |
| 100 m                  | Marlies Göhr · RDA                                                  | 10.91    | Anelia Nuneva · Bulgària                                                          | 11.04    | Nelli Cooman · Països Baixos                                                            | 11.08    |
| 200 m                  | Heike Drechsler · RDA                                               | 21.71 WR | Marie-Christine Cazier · França                                                   | 22.32    | Silke Möller · RDA                                                                      | 22.64    |
| 400 m                  | Marita Koch · RDA                                                   | 48.22    | Olga Bryzgina · Unió Soviètica                                                    | 49.67    | Petra Schersing · RDA                                                                   | 49.88    |
| 800 m                  | Nadezhda Olizarenko · Unió Soviètica                                | 1:57.15  | Sigrun Wodars · RDA                                                               | 1:57.42  | Lyubov Gurina · Unió Soviètica                                                          | 1:57.73  |
| 1500 m                 | Ravilya Agletdinova · Unió Soviètica                                | 4:01.19  | Tetyana Dorovskikh · Unió Soviètica                                               | 4:02.36  | Doina Melinte · Romania                                                                 | 4:02.44  |
| 3000 m                 | Olga Bondarenko · Unió Soviètica                                    | 8:33.99  | Maricica Puică · Romania                                                          | 8:35.92  | Yvonne Murray · Regne Unit                                                              | 8:37.15  |
| 10.000 m               | Ingrid Kristiansen · Noruega                                        | 30:23.25 | Olga Bondarenko · Unió Soviètica                                                  | 30:57.21 | Ulrike Bruns · RDA                                                                      | 31:19.76 |
| 100 m. tanques         | Yordanka Donkova · Bulgària                                         | 12.38    | Cornelia Oschkenat · RDA                                                          | 12.55    | Ginka Zagorcheva · Bulgària                                                             | 12.70    |
| 400 m. tanques         | Marina Stepanova · Unió Soviètica                                   | 53.32 WR | Sabine Busch · RDA                                                                | 53.60    | Cornelia Feuerbach · RDA                                                                | 54.13    |
| relleus 4×100 m llisos | RDASilke Gladisch · Sabine Rieger · Ingrid Auerswald · Marlies Göhr | 41.84    | BulgàriaGinka Zagorcheva · Aneliya Nuneva · Yordanka Donkova · Nadezhda Georgieva | 42.68    | Unió SovièticaAntonia Nastorburko · Natalya Bochina · Marina Zhirova · Olga Zolotaryova | 42.74    |
| relleus 4×400 m llisos | RDAKirsten Emmelmann · Sabine Busch · Petra Müller · Marita Koch    | 3:16.87  | RFAGisela Kinzel · Ute Thimm · Heidi-Elke Gaugel · Gaby Bussmann                  | 3:22.80  | PolòniaEwa Kasprzyk · Marzena Wojdecka · Elżbieta Kapusta · Genowefa Błaszak            | 3:24.65  |
| Marató                 | Rosa Mota · Portugal                                                | 2:28:38  | Laura Fogli · Itàlia                                                              | 2:32:52  | Yekaterina Khramenkova · Unió Soviètica                                                 | 2:34:18  |
| 10 km. marxa           | Mari Cruz Díaz · Espanya                                            | 46:09    | Ann Janson · Suècia                                                               | 46:13    | Siw Ybañez · Suècia                                                                     | 46:19    |
| Salt de llargada       | Heike Drechsler · RDA                                               | 7.27     | Galina Txistiakova · Unió Soviètica                                               | 7.09     | Helga Radtke · RDA                                                                      | 6.89     |
| Salt d'alçada          | Stefka Kostadinova · Bulgària                                       | 2.00     | Svetlana Isaeva-Leseva · Bulgària                                                 | 1.93     | Olga Turchak · Unió Soviètica                                                           | 1.93     |
| Llançament de pes      | Heidi Krieger · RDA                                                 | 21.10    | Ines Müller · RDA                                                                 | 20.81    | Natalya Akhrimenko · Unió Soviètica                                                     | 20.68    |
| Llançament de disc     | Diana Sachse · RDA                                                  | 71.36    | Tsvetanka Khristova · Bulgària                                                    | 69.52    | Martina Opitz · RDA                                                                     | 68.26    |
| Llançament de javelina | Fatima Whitbread · Regne Unit                                       | 77.44    | Petra Felke · RDA                                                                 | 72.52    | Beate Peters · RFA                                                                      | 68.04    |
| Heptatló               | Anke Behmer · RDA                                                   | 6717     | Natalya Schubenkova · Unió Soviètica                                              | 6645     | Judy Simpson · Regne Unit                                                               | 6623     |

## Medaller
Seu
| Posició | País           | Or | Plata | Bronze | Total |
| 1       | Soviet Union   | 11 | 13    | 12     | 36    |
| 2       | East Germany   | 11 | 10    | 8      | 29    |
| 3       | Great Britain  | 8  | 2     | 5      | 15    |
| 4       | Bulgaria       | 3  | 4     | 1      | 8     |
| 5       | Italy          | 2  | 6     | 2      | 10    |
| 6       | West Germany   | 2  | 4     | 5      | 11    |
| 7       | France         | 1  | 1     | 2      | 4     |
| 8       | Spain          | 1  | 0     | 2      | 3     |
| 9       | Czechoslovakia | 1  | 0     | 0      | 1     |
| 9       | Norway         | 1  | 0     | 0      | 1     |
| 9       | Portugal       | 1  | 0     | 0      | 1     |
| 9       | Switzerland    | 1  | 0     | 0      | 1     |
| 13      | Sweden         | 0  | 1     | 2      | 3     |
| 14      | Romania        | 0  | 1     | 1      | 2     |
| 15      | Finland        | 0  | 1     | 0      | 1     |
| 16      | Netherlands    | 0  | 0     | 2      | 2     |
| 17      | Poland         | 0  | 0     | 1      | 1     |
|         | Total          | 43 | 43    | 43     | 129   |

## Participants
Participaren un total de 906 atletes de 31 nacions diferents.
| - Alemanya Occidental (82) - Alemanya Oriental (65) - Àustria (17) - Bèlgica (20) - Bulgària (34) - Dinamarca (17) - Espanya (33) - Finlàndia (31) | - França (59) - Gibraltar (1) - Grècia (6) - Hongria (24) - Islàndia (3) - Irlanda (12) - Itàlia (47) - Iugoslàvia (12) | - Liechtenstein (2) - Luxemburg (2) - Noruega (30) - Països Baixos (16) - Polònia (34) - Portugal (21) - Regne Unit (79) - Malta (1) | - Romania (16) - Suècia (49) - Suïssa (26) - Turquia (6) - Txecoslovàquia (29) - Unió Soviètica (98) - Xipre (6) |